# Diversidad sexual en Cabo Verde
Las personas del colectivo LGBT+ en Cabo Verde se enfrentan a ciertos desafíos legales no experimentados por otros residentes, así como a una realidad generalmente de aceptación y tolerancia en la sociedad. Las relaciones sexuales consensuales entre personas del mismo sexo fueron despenalizadas en 2004, sin embargo, a pesar de que los derechos de las personas LGBT en Cabo Verde no se pueden equiparar con los de países de América o Europa, está claro que el archipiélago es uno de los países más tolerantes del continente Africano.

## Legislación y derechos

### Despenalización de la homosexualidad
Cabo Verde fue una colonia portuguesa desde el siglo XV. En 1886 adoptó el Código Penal portugués, criminalizando así la homosexualidad en el territorio. Cabo Verde se independizo de Portugal en 1975, sin embargo, las relaciones sexuales consensuales entre personas del mismo sexo no se despenalizaron sino hasta el año 2004, con la entrada en vigor de un nuevo Código Penal. La edad de consentimiento sexual en Cabo Verde es de dieciséis años, sin importar la orientación sexual.
Cabo Verde fue uno de los pocos países africanos en firmar la Declaración sobre orientación sexual e identidad de género de las Naciones Unidas en 2008.

### Reconocimiento de las parejas del mismo sexo
No existe ningún tipo de reconocimiento hacia las parejas formadas por personas del mismo sexo en forma de matrimonio o de unión civil en Cabo Verde, por ende, el estado de este país Africano tampoco reconoce a la familia homoparental. En Cabo Verde no están prohibidas constitucionalmente las uniones civiles o el matrimonio entre personas del mismo sexo; sin embargo, es poco probable que se apruebe un proyecto de ley en los próximos años que pueda permitir que las parejas del mismo sexo tengan el mismo derecho que las parejas heterosexuales a acceder a las uniones civiles o al matrimonio.

### Leyes y medidas antidiscriminación

#### Protección laboral
Desde el año 2008, el estado de Cabo Verde cuenta con medidas legales las cuales prohíben la discriminación por motivos de orientación sexual en el ámbito laboral. Sin embargo, las medidas legales existentes son limitadas, ya que solo prohíben la discriminación por motivos de orientación sexual únicamente en el despido, y de igual forma, las medidas legales existentes no se extienden hasta la identidad y expresión de género.
Código del Trabajo: El párrafo 3 del artículo 406 del Código del Trabajo, vigente desde 2008, impone sanciones a los empleadores que despidan a empleados por motivos de su orientación sexual. De igual forma, el párrafo 2 del artículo 45 prohíbe a los empleadores solicitar información sobre la "vida sexual" de los empleados.
El artículo 45 y 406 del Código del Trabajo expresan lo siguiente:

Artículo 45
Datos personales
2. El empleador tiene prohibido preguntar al trabajador o pretender conocer, por cualquier otro medio o método de selección, información sobre datos sensibles, tales como los relativos a las convicciones filosóficas o políticas, la afiliación partidaria o sindical, la fe religiosa, la vida privada, el origen racial o étnico, la salud, la vida sexual y los datos genéticos, sin perjuicio de lo dispuesto en la legislación relativa a la protección de datos de carácter personal.
Artículo 406
Despidos ilegales
3. La sanción prevista en este artículo es también aplicable al despido ilegal fundado en motivos raciales, de pertenencia a una determinada etnia, motivos religiosos, orientación sexual u otros motivos discriminatorios.
Código del Trabajo de Cabo Verde

#### Protección amplia
Cabo Verde no posee ningún tipo de legislación, norma, medida o artículo en el código penal que prohíba la discriminación por motivos de orientación sexual o identidad y expresión de género en áreas como en el acceso a la educación, los servicios de salud, el acceso a la justicia o el acceso a lugares y/o establecimientos tanto públicos o privados. Sin embargo, la Política Nacional de Vivienda (2019) establece que se elaboró bajo la premisa de que toda persona tiene derecho a la vivienda, independientemente de su orientación sexual, entre otros motivos.
Política Nacional de Vivienda: La Política Nacional de Vivienda (Vigente desde 2019), establece que ha sido elaborada bajo la premisa de que toda persona en Cabo Verde tiene derecho a la vivienda, sin discriminación por motivos de su orientación sexual, entre otros motivos.
La Política Nacional de Vivienda expresa lo siguiente:

8. Consideraciones finales
Esta Política Nacional de Vivienda se elaboró considerando que toda persona tiene derecho a la vivienda, para sí y su familia, independientemente de su ascendencia u origen étnico, sexo, idioma, territorio de origen, nacionalidad, religión, creencia, convicciones políticas o ideológicas, educación, estatus, género, orientación sexual, edad, discapacidad o condición de salud.
Política Nacional de Vivienda

### Leyes sobre crímenes de odio e incitación al odio
Crímenes de odio
El artículo 123 del Código Penal (en vigor desde 2004), modificado por el Decreto Legislativo No.4/2015 (2015), agrava la sentencia por los homicidios motivados por la orientación sexual de la víctima.
El artículo 123 del Código Penal expresa lo siguiente:

Artículo 123
Agravación por razón de los medios o motivos.
La pena será de prisión de 15 a 30 años, cuando las circunstancias del caso revelen un marcado grado de ilegalidad del hecho o de la culpa del agente, o el homicidio se cometiere:
a) Con el uso de veneno, tortura, asfixia, fuego, explosivos o cualquier otro medio insidioso o que se traduzca en la práctica de un delito de peligro común, o incluso con otro acto de crueldad para aumentar el sufrimiento de la víctima;
e) El odio racial, religioso, político o causado por la orientación sexual e identidad de género de la víctima.
Código Penal de Cabo Verde

Incitación al odio
A pesar de que existen leyes que agravan la sentencia en caso de que el crimen sea motivado por la orientación sexual de la víctima, no existen leyes que criminalicen la incitación al odio.

## Condiciones sociales
En línea con otras antiguas colonias portuguesas, Cabo Verde es uno de los países más tolerantes en África respecto a la homosexualidad y la transexualidad.
Asociaciones
Existen varias asociaciones que luchan por los derechos de las personas LGBTI, la Associação Gay Caboverdiana contra a Discriminação, activa desde 2011 y la Associação Arcoiris Cabo Verde, creada en 2015.
Eventos
Cabo Verde fue el segundo país de África (por detrás de Sudáfrica) en organizar una manifestación del Orgullo LGBTI en 2013.
Cada año se lleva a cabo la Semana por la Igualdad de las Personas LGBT de Cabo Verde con el fin de visibilizar la realidad de las personas no-heterosexuales en las islas.

## Cultura

### Cine
- Tchindas (2015): Tchindas es un documental de Pablo García Pérez de Lara y Marc Serena sobre Tchinda Andrade y otras personas transexuales durante el Carnaval caboverdiano.[11]